# Port Glasgow
Port Glasgow (Port Ghlaschu in gaelico, Port Glesga in scots) è una città dell'area amministrativa scozzese dell'Inverclyde, nel Regno Unito, immediatamente ad est di Greenock, sulla riva sinistra dell'estuario del fiume Clyde. Secondo le stime del 2004, Port Glasgow conta circa 15 760 abitanti.

## Storia

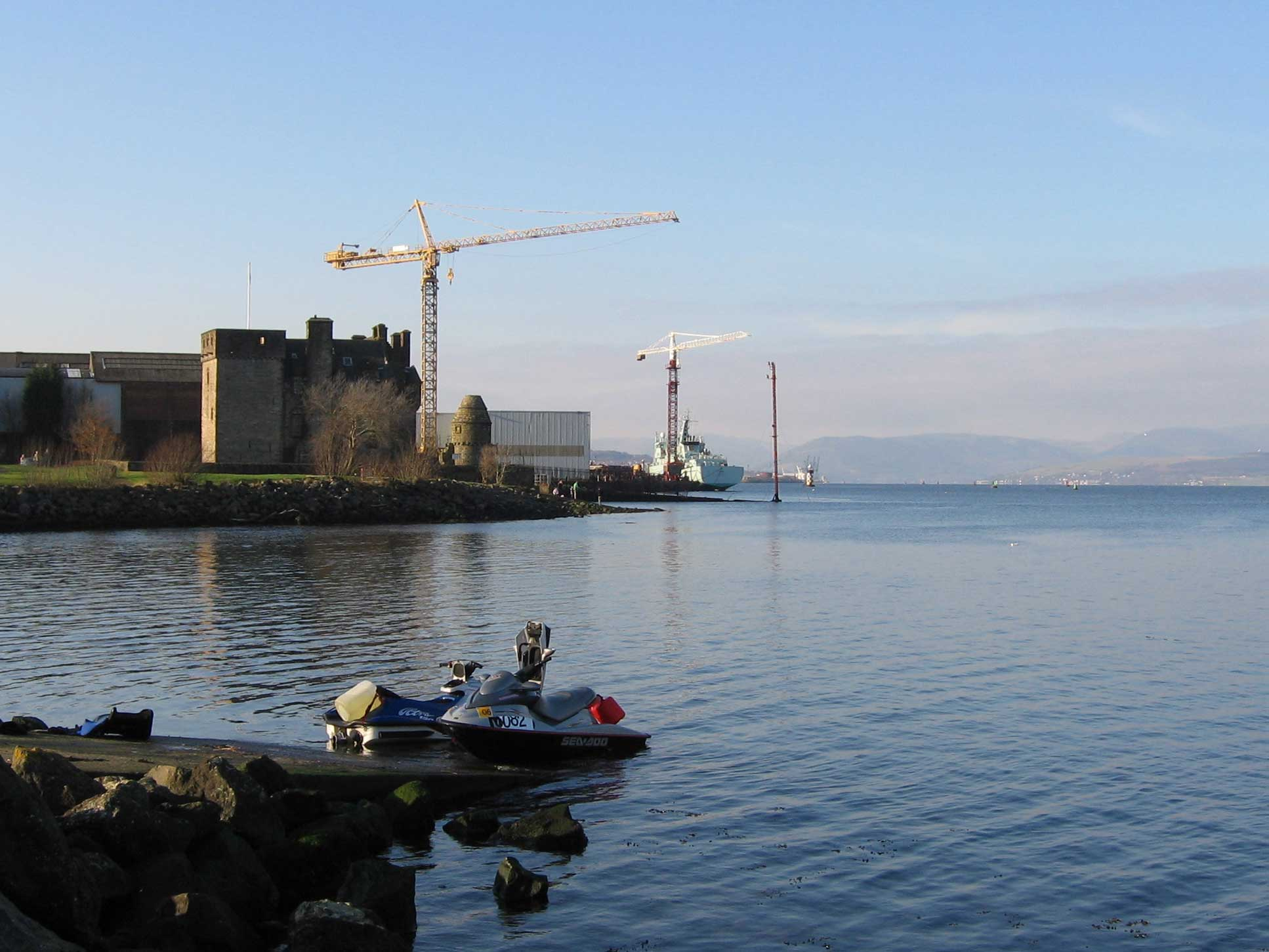
Il Castello di Newark e, sullo sfondo, uno degli ultimi cantieri navali rimasti sul fiume Clyde.

La città odierna di Port Glasgow originò dal piccolo villaggio di Newark (che probabilmente prese il nome dall'omonimo castello). Le navi mercantili provenienti dalla Francia e dai Paesi Bassi scaricavano qui il proprio carico, che veniva poi trasportato a Glasgow su imbarcazioni più leggere che risalivano il fiume Clyde. Nel 1667, l'amministrazione di Glasgow si occupò della costruzione di un porto e la città cambiò il suo nome a Port Glasgow (benché su alcune mappe del XVIII secolo figuri il nome di Newport Glasgow).
Nel XIX secolo Port Glasgow si era ormai affermata come centro per la costruzione navale. Nel 1762 fu costruito qui il primo bacino di carenaggio della Scozia, poi ingrandito nel 1874. Anche il primo battello commerciale a vapore in Europa, il PS Comet, fu costruito qui nel 1812 (una sua replica è oggi situata al centro di Port Glasgow, nel luogo di costruzione dell'originale).
Port Glasgow assunse lo status di burgh nel 1833, ma in questo stesso periodo la sua importanza come porto cominciò a diminuire, in seguito all'opera di abbassamento del fondale del fiume Clyde e alla costruzione di nuove strade e ferrovie nella regione. Come conseguenza, la costruzione navale divenne l'attività principale della città fino al decadimento della fine del XX secolo (un solo cantiere è sopravvissuto fino ad oggi).
Nel 1841 fu aperta la stazione ferroviaria sulla linea Gourock-Glasgow, permettendo un rapido collegamento della città alle altre località sulla riva meridionale del Clyde ed a Glasgow stessa.

## Monumenti e luoghi d'interesse

### Castello di Newark

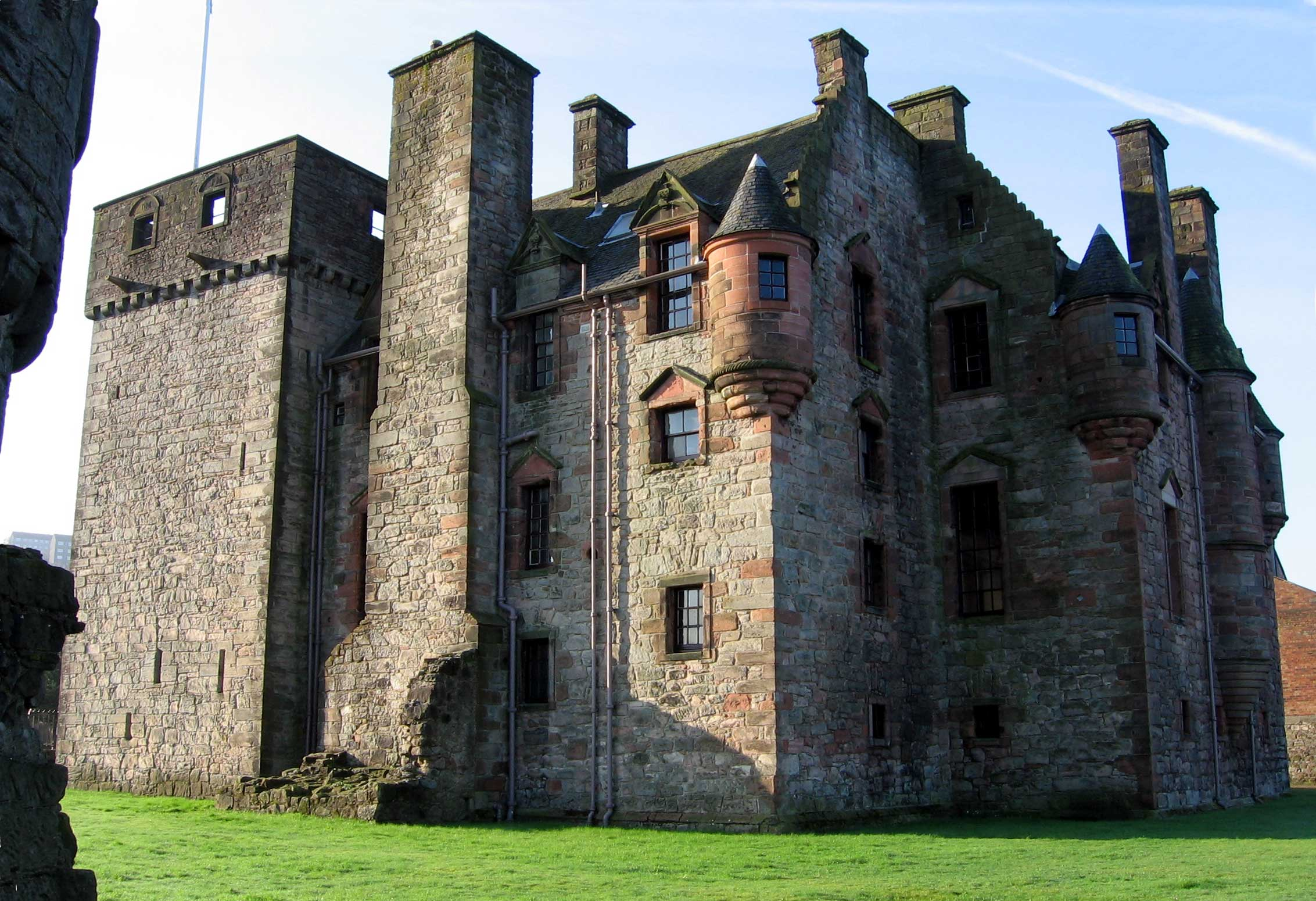
L'ala nord del Castello di Newark

Il castello di Newark, sulla riva del Clyde, risale al 1484. Nel 1597 l'edificio fu ingrandito, nelle forme attuali di una dimora rinascimentale a tre piani. Le mura protettive originali furono demolite, lasciando solo la torre orientale, che fu convertita in uccelliera. Il castello fu la residenza della famiglia nobiliare fino al 1694, quando morì l'ultimo dei Maxwell.
L'edificio venne acquisito dallo stato nel 1909 ed è oggi un'attrazione turistica curata dall'istituzione Historic Scotland. Dei cantieri navali che nel XIX secolo circondavano il castello, oggi rimane solo il cantiere Ferrgusons, mentre il resto della zona circostante è stato adibito a parco, con una passeggiata sul lungomare.

### Parklea
Vari acri della riviera di Parklea, adiacente al castello ed al relativo parco sono stati acquisiti dal National Trust for Scotland, allo scopo di proteggere l'area dall'espansione dei cantieri navali.

### Municipio
Il municipio risale al 1815 ed è caratterizzato da una torre con l'orologio alta 45 metri. L'edificio, disegnato dall'architetto David Hamilton, è stato di recente convertito in biblioteca, dal momento che Port Glasgow non è più un burgh autonomo.

## Sport
Port Glasgow ha ospitato in passato due società calcistiche, il Port Glasgow Athletic F.C. ed il Port Glasgow Athletic Juniors F.C.. Una volta scioltesi entrambe le società, è stata fondata una nuova società, il Port Glasgow F.C., che gioca le partite casalinghe nello stadio della vicina Greenock.